# Liste der Kulturdenkmale in Frienstedt
Die Liste der Kulturdenkmale in Frienstedt enthält die Kulturdenkmale des Ortsteils Frienstedt der thüringischen Landeshauptstadt Erfurt, die vom Thüringischen Landesamt für Denkmalpflege und Archäologie als Bau- und Kunstdenkmale auf dem Gebiet der Stadt mit Stand vom 24. April 2024 erfasst wurden.

## Legende
- Bild: zeigt ein Bild des Kulturdenkmals und gegebenenfalls einen Link zu weiteren Fotos des Kulturdenkmals im Medienarchiv Wikimedia Commons
- Bezeichnung: Name, Bezeichnung oder die Art des Kulturdenkmals
- Lage: Wenn vorhanden Straßenname und Hausnummer des Kulturdenkmals; Grundsortierung der Liste erfolgt nach dieser Adresse. Der Link Karte führt zu verschiedenen Kartendarstellungen und nennt die Koordinaten des Kulturdenkmals.
 Kartenansicht, um Koordinaten zu setzen – in dieser Kartenansicht sind Kulturdenkmale ohne Koordinaten mit einem roten bzw. orangen Marker dargestellt und können in der Karte gesetzt werden. Kulturdenkmale ohne Bild sind mit einem blauen bzw. roten Marker gekennzeichnet, Kulturdenkmale mit Bild mit einem grünen bzw. orangen Marker.
- Datierung: gibt das Jahr der Fertigstellung beziehungsweise das Datum der Erstnennung oder den Zeitraum der Errichtung an
- Beschreibung: bauliche und geschichtliche Einzelheiten des Kulturdenkmals, vorzugsweise die Denkmaleigenschaften
- ID: Die ID identifiziert das Kulturdenkmal eindeutig. In Thüringen sind aktuell keine IDs veröffentlicht. In der ID-Spalte kann sich auch folgendes Icon  befinden, dies führt zu Angaben zu diesem Kulturdenkmal bei Wikidata.

## Liste der Kulturdenkmale in Frienstedt
| Bild                           | Bezeichnung                         | Lage                                    | Datierung | Beschreibung | ID |
| ------------------------------ | ----------------------------------- | --------------------------------------- | --------- | --- | -- |
| Fotos hochladen                | Wohnhaus                            | Backhausgasse 9 (Karte)                 |           | Wohnhaus; einzelnes Kulturdenkmal |    |
| Fotos hochladen                | Wohnhaus                            | Backhausgasse 21 (Karte)                |           | Wohnhaus. Das Haus ist bewohnt, aber in schlechtem Zustand; einzelnes Kulturdenkmal |    |
| Fotos hochladen                | Steinkreuz                          | Dietendorfer Straße, an der B7 (Karte)  |           | Siehe auch unter: Informationen über die Steinkreuze: und dort unter Thüringen-Erfurt-Frienstedt; einzelnes Kulturdenkmal |    |
| Fotos hochladen                | Teile eines Bildstocks              | Dietendorfer Straße, an der B7 (Karte)  |           | 2 steinerne Stelen und eine am Boden liegende Steinplatte zwischen der im Bild linken Stele und dem Steinkreuz, die ursprünglich unterirdisch für die Standfestigkeit der beiden Säulen sorgte. Siehe auch unter: Informationen über die Steinkreuze: und dort unter Thüringen-Erfurt-Frienstedt; einzelnes Kulturdenkmal |    |
| Fotos hochladen                | Wohnhaus                            | Dietendorfer Straße 3 (Karte)           |           | Wohnhaus; einzelnes Kulturdenkmal |    |
| Fotos hochladen                | Wohnhaus                            | Dietendorfer Straße 10 (Karte)          |           | einzelnes Kulturdenkmal |    |
| BW                             | Stallgebäude                        | Dietendorfer Straße 10 (Karte)          |           | einzelnes Kulturdenkmal |    |
| Fotos hochladen                | Holzstube                           | Hanfsack 20 (Karte)                     |           | einzelnes Kulturdenkmal |    |
| Fotos hochladen                | Keller                              | Hirtenhausstraße 1 (Karte)              |           | Das Gebäude ist Sitz des Ortsteilbürgermeisters. Östliches Kellergewölbe. Der Keller ist durch Gebäudesicherungsmaßnahmen mit neuen Stützmauern versehen. Zudem ist der Boden aufgeschüttet; einzelnes Kulturdenkmal |    |
| Fotos hochladen                | Gehöft                              | Hirtenhausstraße 21 (Karte)             |           | einzelnes Kulturdenkmal |    |
| Fotos hochladen                | Wohnhaus                            | Laurentiusstraße 9 (Karte)              |           | einzelnes Kulturdenkmal |    |
| Fotos hochladen                | Wohnhaus                            | Laurentiusstraße 15 (Karte)             |           | einzelnes Kulturdenkmal |    |
| weitere Bilder Fotos hochladen | Evangelische Pfarrkirche Frienstedt | Pfarrtor 2 (Karte)                      | 1836      | mit Ausstattung; einzelnes Kulturdenkmal; Teil von "Bauliche Gesamtanlage Kirche mit Kirchhof, Schulgebäude und Pfarrei" |    |
| BW                             | Kirchhof                            | Pfarrtor 2; Hirtenhausstraße 34 (Karte) |           | Teil von "Bauliche Gesamtanlage Kirche mit Kirchhof, Schulgebäude und Pfarrei" |    |
| Fotos hochladen                | Schulgebäude                        | Hirtenhausstraße 34 (Karte)             |           | Teil von "Bauliche Gesamtanlage Kirche mit Kirchhof, Schulgebäude und Pfarrei" |    |

## Ehemalige Kulturdenkmale in Frienstedt
| Bild            | Bezeichnung | Lage             | Datierung | Beschreibung            | ID |
| --------------- | ----------- | ---------------- | --------- | ----------------------- | -- |
| Fotos hochladen | Gehöft      | Winkel 2 (Karte) |           | einzelnes Kulturdenkmal |    |